# Радек Петър
Радек Петър (на чешки: Radek Petr) е чешки футболист, вратар, състезател от юли 2012 г. на чешкия Збройовка.

## Кариера
Юношеските години на Радек Петър във футбола преминават в отбора на родния му град Баник Острава. Дебютира в професионалния футбол в италианския Аурора Про Патрия 1919, за който изиграва 2 мача. След това в продължение на три години изиграва за белгийския КАШ Ойпен 62 мача. През януари 2012 г. преминава в българския „Лудогорец“ , в който не успява да се наложи като титуляр и след шестмесечен престой през лятото на същата година преминава в чешкия „Збройовка“.